# إدوارد هوارد
إدوارد هوارد (بالإنجليزية: Edward Howard, 2nd Earl of Carlisle) (و. 1646 – 1692 م) هو سياسي، من مملكة إنجلترا، توفي عن عمر يناهز 46 عاماً.

## مناصب
تولى منصب عضو مجلس النواب في البرلمان البريطاني.